# Dame-Marie-les-Bois
Dame-Marie-les-Bois är en kommun i departementet Indre-et-Loire i regionen Centre-Val de Loire i de centrala delarna av Frankrike. Kommunen ligger i kantonen Château-Renault som tillhör arrondissementet Tours. År 2022 hade Dame-Marie-les-Bois 338 invånare.

## Befolkningsutveckling
Antalet invånare i kommunen Dame-Marie-les-Bois
Referens:INSEE